# Jerzy Danielewicz (historyk)
Jerzy Władysław Danielewicz (ur. 16 września 1921 w Jarocinie, zm. 8 kwietnia 1997 w Bydgoszczy) – prof. dr hab. nauk humanistycznych o specjalności historia Polski, historia powszechna XIX-XX wieku, historyk, pierwszy rektor Wyższej Szkoły Nauczycielskiej w Bydgoszczy (od 2005 r. Uniwersytet Kazimierza Wielkiego).

## Życiorys
Urodził się 16 września 1921 r. w Jarocinie. Był synem Wiktora Bronisława, oficera Wojska Polskiego, uczestnika powstania wielkopolskiego i Marii z domu Kleindienst. Pochodził z rodziny nauczycielskiej, wywodzącej się ze wsi Cieślin w powiecie inowrocławskim, która w 1935 r. przeniosła się do Warszawy. Uczęszczał najpierw do VIII Państwowego Gimnazjum im. Władysława IV, a następnie do Liceum Handlowego im. Roeslerów. Lata wojny i okupacji niemieckiej spędził w Warszawie, pracując jako robotnik w fabryce. Uczestniczył również w tajnym nauczaniu, prowadząc komplety w zakresie I-IV klasy gimnazjalnej dla młodzieży w Opocznie. Maturę zdał na tajnych kompletach, a po zakończeniu wojny potwierdził ją przed państwową komisją egzaminacyjną dla abiturientów.
Na krótko objął stanowisko nauczyciela w łódzkich szkołach: Prywatnym Męskim Gimnazjum i Liceum przy ul. Bocznej 5 i w Szkole Powszechnej nr 134. Od października 1945 do lutego 1949 studiował historię na Uniwersytecie Łódzkim, uzyskując stopień magistra filozofii w zakresie historii.
Od października 1948 jeszcze jako student pełnił funkcję asystenta, kierownika Katedry Historii Powszechnej Nowożytnej i Najnowszej. W latach 1951–1953 uzyskał aspiranturę krajową na Uniwersytecie Łódzkim, która umożliwiła mu dalszą pracę naukową. W okresie 1953–1954 był adiunktem, zaś w 1954 r. uzyskał stopień doktora za rozprawę pt. Sejm emigracyjny 1831-1848 opracowaną pod kierunkiem prof. Józefa Dutkiewicza. W okresie pobytu w Łodzi współpracował ponadto z prof. Natalią Gąsiorowską, Witoldem Łukaszewiczem i Juliuszem Willaume.
Od października 1954 w ślad za prof. J. Willaume, przeniósł się do Lublina, gdzie objął funkcję zastępcy profesora w Zakładzie Historii Powszechnej Nowożytnej i Najnowszej na Uniwersytecie Marii Curie-Skłodowskiej. Po kilku latach opuścił Lublin i od 1961 r. podjął pracę naukowo-dydaktyczną na stanowisku starszego wykładowcy w Wyższej Szkole Pedagogicznej w Gdańsku w Zakładzie Historii Powszechnej i Polski XIX i XX wieku.
W 1963 r. na UMK w Toruniu przedstawił rozprawę habilitacyjną pt. Ruchy rewolucyjne na ziemiach Polski południowo-wschodniej w latach 1918–1923, zaś rok później uzyskał tytuł docenta. Odtąd swoje losy zawodowe związał z Bydgoszczą i Toruniem.
1 kwietnia 1969 powierzono mu funkcję organizatora Wyższej Szkoły Nauczycielskiej w Bydgoszczy. 1 lipca 1969 został mianowany pierwszym rektorem tej uczelni, która powstała na bazie Studium Nauczycielskiego w Bydgoszczy. Przypadła mu udziale budowa zrębów organizacyjno-administracyjnych i dydaktycznych oraz pozyskanie niezbędnej kadry naukowej. Oprócz tego pełnił także funkcję kierownika Zakładu Historii i Nauk Politycznych na Wydziale Humanistycznym WSN w Bydgoszczy.
1 marca 1971 r. został przeniesiony służbowo na stanowisko docenta w Instytucie Historii i Archiwistyki UMK w Toruniu. Powrócił wówczas do zainteresowań emigracją polską we Francji. Od września 1971 do lutego 1972 przebywał w Paryżu na stypendium francuskiego ministerstwa edukacji. W 1976 r. uzyskał tytuł profesora nadzwyczajnego nauk humanistycznych. W latach 1984–1987 pełnił funkcję dyrektora Instytutu Pedagogiki i Psychologii UMK. Podjął wówczas współpracę z Uniwersytetem w Oldenburgu w zakresie stosunków polsko-niemieckich i nauczania problemowego historii. Od 1988 r. zasadniczym miejscem jego zatrudnienia była Akademia Nauk Społecznych w Warszawie – Filia w Bydgoszczy, w której objął stanowisko profesora. W związku z likwidacją tej placówki, w 1990 r. został przeniesiony do Instytutu Historii Wyższej Szkoły Pedagogicznej w Bydgoszczy, gdzie pełnił funkcję kierownika Zakładu Historii Polski i Powszechnej XIX i XX wieku. 19 lutego 1991 r. Prezydent RP mianował go profesorem zwyczajnym. W tym roku przeszedł na emeryturę, zaś w 1994 zrezygnował ostatecznie z pracy dydaktycznej.
Zmarł 8 kwietnia 1997 r. w Bydgoszczy. Został pochowany na cmentarzu katolickim św. Trójcy przy ul. Lotników 7 w Bydgoszczy.
Jerzy Danielewicz od 1946 r. był żonaty z Haliną Mieczysławą z d. Zimowską. Miał syna Stanisława Olgierda (ur. 1947) oraz córki Annę Małgorzatę (ur. 1950) i Małgorzatę Marię (ur. 1953).

## Dorobek naukowy
Jerzy Danielewicz opublikował 81 prac, w tym 54 artykuły, 14 książek oraz 5 skryptów i podręczników; był także redaktorem 6 prac zbiorowych. Wypromował 6 doktorów i około 250 magistrów. Zrecenzował 12 prac doktorskich, 5 habilitacyjnych i dokonał oceny dorobku naukowego 3 kandydatów do tytułu profesora.
Jego zainteresowania naukowe koncentrowały się na kilku wybranych zagadnieniach z dziejów Polski i Europy. Początkowo za przedmiot swoich badań obrał dzieje powstania listopadowego i popowstaniowe losy sejmu polskiego na emigracji we Francji. Problematyce tej poświęcił pracę magisterską i rozprawę doktorską. W późniejszych latach powrócił do zagadnień stosunków polsko-francuskich, biorąc udział w pracach nad monografią pt. Polska -Francja. Dziesięć wieków związków politycznych, kulturalnych i gospodarczych, która została wyróżniona ministerialną nagrodą. Drugi kierunek tematyczny jego badań dotyczył dziejów miast Kujaw, Pomorza i Wielkopolski. Był redaktorem naukowym kilku monografii dziejów miast, m.in. Grudziądza, Kłecka, Kowalewa Pomorskiego, Nakła nad Notecią i Radziejowa. W zakresie jego badań historycznych znalazły się również początki II Rzeczypospolitej, a zwłaszcza radykalne ruchy społeczno-narodowe, którym poświęcił rozprawę habilitacyjną. Wiele uwagi poświęcał również dziejom oświaty i szkolnictwa, głównie w Polsce międzywojennej. Był także autorem wielu publikacji historycznych o charakterze naukowym i popularnonaukowym, zamieszczanych na łamach różnych periodyków uczelnianych i regionalnych, m.in. Kronice bydgoskiej i Kalendarzu bydgoskim oraz w prasie codziennej.

## Aktywność społeczna
Jerzy Danielewicz był członkiem partii politycznych, związków zawodowych, stowarzyszeń naukowych i społecznych. Od 1948 r. był członkiem ZNP, a od 1964 r. członkiem PZPR. W listopadzie 1980 znalazł się wśród członków NSZZ „Solidarność”. Przez wiele lat działał w Polskim Towarzystwie Historycznym (1958–1959 sekretarz oddziału w Lublinie, 1969–1971 prezes oddziału w Bydgoszczy), Międzynarodowym Towarzystwie Historii Edukacji, Bydgoskim Towarzystwie Naukowym, Włocławskim Towarzystwie Naukowym, a także Polskim Towarzystwie Nautologicznym (okresowo prezes oddziału w Bydgoszczy) i Stowarzyszeniu Marynistów Polskich. W latach 90. XX w. był członkiem oddziału bydgoskiego Towarzystwa Polska-Niemcy.

## Nagrody i odznaczenia
- Nagroda zespołowa II stopnia ministra szkolnictwa wyższego (1966, 1984),
- Nagroda indywidualna III stopnia ministra oświaty i szkolnictwa wyższego (1970),
- Złota Odznaka ZNP (1965),
- Odznaka 1000-lecia Państwa Polskiego (1965),
- Odznaka Honorowa „Za szczególne zasługi dla rozwoju województwa bydgoskiego”,
- Złoty Krzyż Zasługi (1972),
- Krzyż Kawalerski Orderu Odrodzenia Polski.